# فاطمة القباج
فاطمة القباج (مواليد 1932)، هي من الطالبات القلائل الأوائل الذين التحقوا بجامعة القرويين. أصبحت فيما بعد العضو الأنثوي الوحيد في المجلس العلمي الأعلى المغربي. سنة 2004

## التعليم
بدأت فاطمة القباج تعليمها في دار الفقيه حيث تعلمت القرآن. ثم انتقلت إلى مدرسة النجاح لدراستها الابتدائية. بعد الانتهاء من دراستها، أدركت القباج وعائلتها وجود فرص محدودة للدراسات العليا. بعد عدة مناقشات ومناظرات حول إدخال النساء إلى جامعة القرويين، قبلت القباج في الجامعة مع 9 طالبات أخريات. مكثت هناك لمدة 10 سنوات وتخرجت في منتصف الخمسينيات (1957م).
وبعدها تزوجت بالسيد سعيد بلبشير وحينها كان طالبا في شعبة الحقوق، وسافرت معه إلى فرنسا لإكمال دراسته الجامعية في القانون الإداري، وعادت بعدها للخدمة بطنجة ثم بالرباط حيث مكان استقرارها إلى اليوم. وحصل زوجها على شهادة الدكتوراه بالمغرب، وولجت سلك ممارسة التعليم لمدة 13 سنة (1960-1973) وبعده التفتيش والتأطير (1973-1985).
قامت فيما بعد بتوفير التعليم في الشريعة للملك وأسرته، وجادلت بأن النساء غالباً ما يكونن أكثر قدرة على إشراك الأميين والفقراء من الأئمة الذين عينتهم الدولة. 
قيل أن تجربتها «تتحدى الافتراضات حول وصول المرأة المغربية التاريخية إلى السلطة الدينية وتنقلها في مجال العلم الإسلامي الذي يهيمن عليه الذكور». 

## المناصب والمهام

### سابقًا
- أستاذة بالمدارس الثانوية من 1960 إلى 1973.
- مفتشة و مؤطرة للأساتذة من 1973 إلى 1985.
- عضوة بديوان وزير الثقافة الأستاذ محمد الفاسي من 1968 إلى 1970.
- مهتمة بالأعمال الاجتماعية : كاتبة عامة بجمعية المواساة 1966.
- مشاركة في عدة ندوات و مؤتمرات ثقافية و جمعوية من أهمها المؤتمر الدولي للاتحاد الدولي للمؤسسات العائلية بالدار البيضاء.
- عضو بحزب الاستقلال منذ 1950.

### حاليًا
- عضو بالمجلس العلمي الأعلى.

- عضو بالهيأة المكلفة بالإفتاء المنبثقة عن المجلس العلمي الأعلى.
- عضو في لجنة التعاون و التضامن و برامج الأنشطة المنبثقة عن المجلس العلمي الأعلى.
- مشاركة بأحاديث في إذاعة محمد السادس للقرآن الكريم.
- مشاركة في برنامج تاريخي بقناة محمد السادس.
- كتابة مقالات في مجلة المجلس العلمي من أبرزها مقال حول رسالة العالمة و مقال حول عائشة أم المؤمنين.